# Colin Groves
Colin Groves (Londres, Reino Unido; 24 de junio de 1942-Canberra, Australia; 30 de noviembre de 2017) fue un biólogo, antropólogo, zoólogo y profesor universitario británico nacionalizado australiano.

## Biografía
Fue profesor de Antropología biológica de la Universidad Nacional de Australia en Canberra, Australia.
Nació en Inglaterra, y completó en el University College de Londres su bachillerato en ciencias en 1963, y luego un doctorado en 1966, ambos en Londres. Enseñó en la Universidad de California, Berkeley Colegio Reina Elizabeth (Londres) y en la Universidad de Cambridge, antes de emigrar a Australia en 1974, donde dicta clases en la Universidad Nacional de Australia.
Sus intereses académicos se centraron en la evolución de los humanos y otros primates y mamíferos, antropología biológica y etnobiología.
Fue miembro activo de la organización Escéptico Australianos (Australian Skeptics), y ha publicado muchos artículos sobre escepticismo, además de otros dentro de su área de trabajo directa.

## Publicaciones principales
- 1989 A Theory Of Human And Primate Evolution (Una teoría sobre la evolución de los humanos y primates) Oxford Science Publications

- 1989 Skeptical (Escéptico). Editado por Donald Laycock, David Vernon, Colin Groves, Simon Brown. Australian Skeptics

- 1996 From Ussher to Slusher; from Archbish to Gish; or, not in a million years... (Desde Ussher hasta Slusher; desde el Arzobispo hasta Gish; o, no no en un millón de años...) Archaeology in Oceania, 31:145-151

- 2001 Primate Taxonomy, (Taxonomía de primates) Smithsonian Institution Press, Washington D.C.

- 2003. The science of culture. Being Human: Science, Culture and Fear. (La ciencia de la cultura. Siendo humano: ciencia, cultura y miedo.) Royal Society of New Zealand, Miscellaneous Series, 63:3-13

- 2004 (junto con David W.Cameron) Bones, Stones and Molecules. (Huesos, piedras y moléculas) Ámsterdam, Boston etc.: Elsevier Academic Press

- 2005. Order Primates. En D.E. Wilson; D.M. Reeder, Mammal Species of the World. A Taxonomic and Geographic Reference. 3ª ed. Johns Hopkins Univ. Press, 2005. ISBN 0-8018-8221-4

- 2008. Extended Family: Long Lost Cousins: A Personal Look at the History of Primatology. Arlington, Virginia: Conservation International. ISBN 978-1-934151-25-9

## Abreviatura (zoología)
La abreviatura Groves  se emplea para indicar a Colin Groves como autoridad en la descripción y taxonomía en zoología.